# 小港街道 (青岛市)
小港街道原是中国山东省青岛市市北区下辖的一个街道，现已并入即墨路街道。

## 行政区划
小港街道下辖冠县路南段社区、冠县路北段社区。